# Ганс Раутер
Йоганн «Ганс» Баптист Альбін Раутер (нім. Johann "Hanns" Baptist Albin Rauter; 4 лютого 1895, Клагенфурт, Австро-Угорщина — 25 березня 1949, Схевенінген, Гаага, Нідерланди) — австрійський і німецький офіцер, один з керівників нацистського окупаційного режиму в Нідерландах, обергруппенфюрер СС і генерал поліції (21 червня 1943), генерал військ СС (1 червня 1944).

## Біографія
Ганс Раутер був другим з 7 дітей радника лісового господарства Йозефа Раутера. Після навчання в народній школі до 1912 року Раутер навчався у вищому реальному училищі, після закінчення якого склав іспит на атестат зрілості. Потім 10 семестрів вчився в Технічному університеті Граца на інженера. Після початку Першої світової війни в 1914 році пішов добровольцем в австро-угорську армію, служив в гірськострілецьких військах, 29 жовтня 1915 був важко поранений. 1 липня 1918 отримав звання оберлейтенанта.
Після демобілізації з 1919 року брав участь в Каринтійській самообороні, спрямованій проти словенського населення краю. З травня по липень 1921 був членом Добровольчого корпусу «Оберланд», який діяв у Верхній Сілезії. У 1921 році був одним з творців і керівників «Штирійського вітчизняного союзу», з 1921 до 1933 року був начальником штабу союзу. 1 травня 1935 року союз увійшов в повному складі в НСДАП, але Раутер так офіційно в НСДАП і не вступив, хоча ще в 1927 році познайомився з Адольфом Гітлером і вів націонал-соціалістичну пропаганду в Австрії.
У вересні 1931 року брав участь у невдалій спробі державного перевороту в австрійській федеральній землі Штирія (так званий «Путч Пфрімера»), а після приходу 30 січня 1933 року Гітлера до влади втік до Німеччини, де влаштувався працювати в Земельне управління по Австрії в системі вищого керівництва НСДАП в Мюнхені. Потім він вступив в СА і з 9 листопада 1933 до 17 жовтня 1934 року керував так званим «Бойовим гуртком австрійців у Рейху». З 4 серпня 1934 по серпень 1938 року був начальником штабу і представником керівника Управління НСДАП у справах біженців, відповідальним за австрійських біженців.
20 лютого 1935 року, будучи в чині оберфюрера СА, вступив в СС (квиток № 262 958) і відразу отримав чин Оберфюрер СС. Був заступником начальника і начальником штабу групенфюрера СС Альфреда Роденбюхера в Австрії. У червні 1936 року зарахований в Особистий штаб райхсфюрера СС. Навесні 1938 року обраний депутатом Рейхстагу. З 20 жовтня 1938 року — начальник штабу оберабшніта СС «Південний Схід» (Бреслау).
З 12 червня 1940 року — командувач оберабшніта СС «Північний Захід» (Гаага), одночасно з 26 червня 1940 року і до кінця війни — вищий керівник СС і поліції в Нідерландах. Одночасно з 23 травня 1940 року був генеральним комісаром з питань безпеки в складі керівництва Райхскомісаріату Нідерланди. Керував діями каральних органів на території Нідерландів. Протягом 1940-1944 років у концтабори було відправлено 110 тисяч голландських євреїв (після закінчення війни на батьківщину повернулося близько 5 тисяч осіб). Крім цього, за активної участі Раутера приблизно 300 тисяч нідерландців були викрадені на примусові роботи до Німеччини, а їхнє нерухоме майно конфісковано.
Пізно увечері 6 березня 1945 року учасники програми нідерландського Руху Опору вчинили замах на Раутера по дорозі між Арнемом і Апелдорн. Кількома пострілами Раутер був поранений і прикинувся мертвим. Учасники втекли, а через кілька годин Раутер був знайдений і перевезений в лікарню. Наступного дня командувач поліції безпеки та СД у Нідерландах Карл Ебергард Шенгарт наказав вжити «відповідних заходів», унаслідок яких 8 березня 1945 року були страчені 263 в'язні тюрем і концентраційних таборів.
Після закінчення війни заарештований британською військовою поліцією в шпиталі міста Ойтін в Шлезвіг-Гольштейні й переданий нідерландській владі. На судовому процесі був визнаний винним в загибелі 127 500 голландців і 104 тисяч євреїв і 4 травня 1948 року Гаазьким особливим судом був засуджений до смертної кари. 12 січня 1949 року касаційний суд відхилив прохання про помилування, і 25 березня 1949 року Раутер був страчений розстрільною командою в дюнах біля Схевенінгена.

## Нагороди
- Хрест «За військові заслуги» (Австро-Угорщина) 3-го класу
- Срібна медаль за хоробрість (Австро-Угорщина)
- Військовий Хрест Карла
- Медаль «За поранення» (Австро-Угорщина)
- Золотий хрест «За цивільні заслуги» (Австро-Угорщина) з короною (1 серпня 1918)
- Нагрудний знак «За поранення» в чорному
- Хрест «За відвагу» (Каринтія)
- Сілезький Орел 2-го і 1-го класу
- Пам'ятна військова медаль (Австрія) з мечами
- Почесний хрест ветерана війни з мечами
- Почесний кут старих бійців
- Почесна шпага райхсфюрера СС
- Кільце «Мертва голова»
- Спортивний знак СА в бронзі
- Медаль «У пам'ять 13 березня 1938 року»
- Медаль «У пам'ять 1 жовтня 1938» із застібкою «Празький град»
- Медаль «У пам'ять 22 березня 1939 року»
- Хрест Воєнних заслуг 2-го і 1-го класу з мечами
- Нагрудний знак «За поранення» в чорному

За непідтвердженими даними, Раутер також був нагороджений Залізним хрестом 2-го і 1-го класу.